# Wojna beocka
Wojna beocka – wyzwoleńcza wojna miast greckich (379–371 p.n.e.) przeciwko dominacji Sparty. Wybuchła z chwilą buntu Teb i odejścia spartańskich garnizonów z Beocji. Teby stanęły na czele odnowionego Związku Beockiego, do którego przyłączyły się stopniowo wszystkie poleis w Beocji z wyjątkiem sojusznika Sparty – Orchomenos.

## Powstanie w Tebach
W 379 p.n.e. prospartańskie rządy oligarchów w Tebach, wywołały powstanie przeciw Sparcie i jej poplecznikom. Oddział spiskowców prowadzony przez Melona wymordował w nocy ucztujących prospartańskich polemarchów. Zginął Leontiades i inni przyjaźni Sparcie oligarchowie tebańscy. O świcie nadeszły wojska ateńskie i oddziały beockie prowadzone przez Epaminondasa. Garnizon spartański opuścił bez walki Teby, a władzę w mieście przejęli demokraci z Epaminondasem na czele. 
Do Beocji wkroczyła armia Symmachii Spartańskiej prowadzona przez młodego króla Kleombrotosa. Teb nie zaatakowała ograniczając się jedynie do demonstracji siły. Kleombrotos 1/3 wojsk peloponeskich pozostawił w Tespiach pod dowództwem Sfodriasa. Kleombrotos spodziewał się bowiem zmiany nastrojów politycznych w Tebach. Sfodrias miał wesprzeć powrót oligarchów do władzy. Obecność Spartan w Tespiach, miała powstrzymywać Ateny przed pokusą niesienia pomocy Tebom. Kleombrotos z resztą armii powrócił na Peloponez. Zapewne Ateny pozostałyby neutralne a Teby osamotnione w walce ze Spartą, gdyby nie samowola Sfodriasa, który samowolnie spustoszył rejon Eleusis w Attyce i zagroził Pireusowi. Agresja ta pchnęła Ateny do sojuszu z Tebami.

## Działania wojenne
W 378 p.n.e. sojusz Aten z Tebami Epaminondasa stał się faktem. Ateny wysłały Tebom na pomoc 5 tys. piechoty dowodzonej przez Chabriasa. Beoci i Ateńczycy umocnili się na wzgórzach pod Tebami, ponieważ Spartanie nie potrafili zdobywać umocnionych pozycji. W tym czasie Ateny przystąpiły do budowy II Związku Morskiego.
W tym roku armia Symmachii Spartańskiej pod dowództwem Agesilaosa wtargnęła do Beocji. Beoci i Ateńczycy oczekiwali jej pod Tebami unikając bitwy w otwartym polu. Agesilaos spustoszył Tebaidę i wycofał się. W kilku miastach beockich pozostawił peloponeskie garnizony z zadaniem nękania Teb.
W 377 p.n.e. Agesilaos ponownie spustoszył Tebaidę. Nie mogąc wymusić bitwy wycofał się na Peloponez. W roku następnym zachorował. Armia peloponeska nie była więcej mobilizowana przeciw Tebom, które zajęły się likwidacją garnizonów spartańskich w Beocji. Ateńczycy zdecydowali się na zachwianie hegemonią Sparty na morzu. W tym celu oblegli Naksos na Cykladach, ważny port dający kontrolę nad żeglugą w tym rejonie Morza Egejskiego. Interweniującą flotę spartańską Pollisa, dowódca ateński Chabrias pokonał w morskiej bitwie pod Naksos. Hegemonia Sparty na morzu została poważnie zachwiana.
Na lądzie bolesne porażki zadała Sparcie armia tebańska. W 375 p.n.e. pod Tegyrą tebański Święty Zastęp dowodzony przez Pelopidasa, zaatakował 2 spartańskie mory wracające do bazy w Orchomenos. Po raz pierwszy w historii, mimo przewagi liczebnej, Spartanie ponieśli klęskę i rzucili się do bezładnej ucieczki. Opinia o niepokonalności spartańskich hoplitów została poważnie zachwiana. Wiara Beotów we własne umiejętności wzrosła niepomiernie.
Jedynym sprzymierzeńcem Sparty w Beocji pozostawało Orchomenos. Przy pomocy Teb, pozostałe beockie poleis obalały oligarchiczne rządy narzucone przez Spartę, zaprowadzały demokrację i przechodziły na stronę Teb. Teby stanęły na czele odnowionego Związku Beockiego, na którego czele stało Wspólne Zgromadzenie Beotów. Zgromadzenie wybierało beotarchów, sędziów i urzędników skarbowych nadzorujących federalną mennicę. Kolegium 7 beotarchów zajmowało się wojskiem beockim. Decyzje podejmowano większością głosów. Przeważało zdanie dwóch wielkich Teban, Pelopidasa i Epaminondasa.
W 371 p.n.e. armia peloponeska prowadzona przez spartańskiego króla Kleombrotosa najechała Beocję. Epaminondas pośpiesznie zebrał wojska tebańskie i zagrodził drogę wojskom inwazyjnym pod Leuktrami. W bitwie wziął udział tebański, legendarny Święty Zastęp. Spartanie ponieśli klęskę. Kleombrotos poległ wraz z 700 hoplitami. Prestiż militarny Sparty bardzo ucierpiał, a przewaga Teb w świecie greckim została umocniona - zostały nowym hegemonem.

## Kalendarium wojny
- 379 p.n.e. – bunt Teb i reaktywacja Związku Beockiego
- 378 p.n.e. – sojusz Teb z Atenami
- 376 p.n.e. – zwycięstwo Ateńczyków w bitwie morskiej pod Naksos
- 374 p.n.e. – separatystyczny pokój między Spartą i Atenami, obawiającymi się nadmiernego wzrostu potęgi Teb
- 371 p.n.e. – bitwa pod Leuktrami i ostateczne przełamanie hegemonii Sparty.